# Tretioscincus agilis
Espèce
Synonymes
- Calliscincopus agilis Ruthven, 1916
- Tretioscincus romani Andersson, 1918
- Tretioscincus brasiliensis Müller, 1923

Tretioscincus agilis est une espèce de sauriens de la famille des Gymnophthalmidae.

## Répartition
Cette espèce se rencontre en État d'Amazonas et au Pará au Brésil, en Guyane, au Suriname, au Guyana, au Venezuela et en Colombie.

## Publication originale
- Ruthven, 1916 : Description of a new genus and species of lizard from British Guiana. University of Michigan Museum of Zoology Occasional Papers, no 22, p. 1-4 (texte intégral).